# Petilia Policastro
Petilia Policastro – miejscowość i gmina we Włoszech, w regionie Kalabria, w prowincji Crotone.
Według danych na rok 2004 gminę zamieszkiwało 9535 osób, 99,3 os./km².